# Fenneviller
Fenneviller és un municipi francès situat al departament de Meurthe i Mosel·la i a la regió del Gran Est. L'any 2007 tenia 107 habitants.

## Demografia

### Població
El 2007 la població de fet de Fenneviller era de 107 persones. Hi havia 51 famílies, de les quals 17 eren unipersonals (13 homes vivint sols i 4 dones vivint soles), 21 parelles sense fills i 13 parelles amb fills.
La població ha evolucionat segons el següent gràfic:
Habitants censats

### Habitatges
El 2007 hi havia 67 habitatges, 51 eren l'habitatge principal de la família, 5 eren segones residències i 11 estaven desocupats. 65 eren cases i 2 eren apartaments. Dels 51 habitatges principals, 43 estaven ocupats pels seus propietaris i 7 estaven llogats i ocupats pels llogaters; 5 tenien tres cambres, 10 en tenien quatre i 36 en tenien cinc o més. 46 habitatges disposaven pel capbaix d'una plaça de pàrquing. A 21 habitatges hi havia un automòbil i a 22 n'hi havia dos o més.

### Piràmide de població
La piràmide de població per edats i sexe el 2009 era:
| Homes | Edats   | Dones |
| ----- | ------- | ----- |
| 0     | 95 o +  | 0     |
| 0     | 90 a 94 | 0     |
| 0     | 85 a 89 | 4     |
| 0     | 80 a 84 | 0     |
| 0     | 75 a 79 | 0     |
| 0     | 70 a 74 | 8     |
| 8     | 65 a 69 | 4     |
| 8     | 60 a 64 | 12    |
| 4     | 55 a 59 | 0     |
| 0     | 50 a 54 | 4     |
| 4     | 45 a 49 | 4     |
| 0     | 40 a 44 | 0     |
| 4     | 35 a 39 | 0     |
| 4     | 30 a 34 | 8     |
| 4     | 25 a 29 | 8     |
| 0     | 20 a 24 | 0     |
| 8     | 15 a 19 | 0     |
| 4     | 10 a 14 | 4     |
| 0     | 5 a 9   | 0     |
| 4     | 0 a 4   | 8     |

## Economia
El 2007 la població en edat de treballar era de 56 persones, 40 eren actives i 16 eren inactives. De les 40 persones actives 35 estaven ocupades (21 homes i 14 dones) i 5 estaven aturades (1 home i 4 dones). De les 16 persones inactives 6 estaven jubilades, 4 estaven estudiant i 6 estaven classificades com a «altres inactius».
Activitats econòmiques
Dels 3 establiments que hi havia el 2007, 1 era d'una empresa alimentària, 1 d'una empresa de fabricació d'altres productes industrials i 1 d'una empresa financera.
L'any 2000 a Fenneviller hi havia 6 explotacions agrícoles.

## Poblacions més properes
El següent diagrama mostra les poblacions més properes.